# Pachidermi e pappagalli
Pachidermi e pappagalli è un singolo del cantante italiano Francesco Gabbani, pubblicato il 15 settembre 2017 come terzo estratto dal terzo album in studio Magellano.

## Descrizione
Il brano affronta il tema del complottismo, e utilizzando l'ironia racconta delle persone sempre propense a credere nelle bufale e troppo pigre per ricercare la verità, avallando spesso fantasiose teorie e cospirazioni fatte di luoghi comuni.

## Video musicale
Il videoclip, diretto da Andrea Folino e prodotto Lebonsky Agency, è stato pubblicato il 15 settembre 2017 attraverso il canale YouTube del cantante. Le riprese si sono svolte tra Olbia e il mare di Golfo Aranci.
Nel finale del video vi è un cameo del rapper Salmo, nei panni di un addetto alle pulizie.

## Tracce
Testi e musiche di Francesco Gabbani, Fabio Ilacqua, Luca Chiaravalli e Filippo Gabbani.
Download digitale
1. Pachidermi e pappagalli – 3:23

7"
- Lato A

1. Pachidermi e pappagalli – 3:22

- Lato B

1. Pachidermi e pappagalli (Instrumental Version) – 3:22

## Formazione
Musicisti
- Francesco Gabbani – voce, chitarra elettrica e acustica, tastiera, programmazione, basso, arrangiamento, cori
- Luca Chiaravalli – pianoforte, tastiera, programmazione, arrangiamento
- Filippo Gabbani – batteria, tastiera, programmazione, arrangiamento, cori
- Fabio Ilacqua – arrangiamento, cori
- Lorenzo Bertelloni – pianoforte aggiuntivo

Produzione
- Luca Chiaravalli – produzione, registrazione, missaggio
- Alex Trecarichi – registrazione, missaggio
- Emiliano Bassi – registrazione aggiuntiva
- Antonio Baglio – mastering

## Classifiche
| Classifica (2017)         | Posizione massima |
| ------------------------- | ----------------- |
| Italia (airplay)          | 12                |
| Italia (airplay italiane) | 6                 |